# 로히니 하탕가디
로히니 하탕가디(Rohini Hattangadi, 1951년 4월 11일 ~ )는 인도의 배우이다.

## 출연 작품
- 사카르 3 (2017)
- 망고 드림스 (2016)
- 문나 형님, 의대에 가다 (2003)
- 아케레 훔 아케레 툼 (1995)
- 간디 (1982)